# Israhel von Halle
Israhel von Halle (geboren in Halle; gestorben Ende 1480 in Braunschweig), auch Israhel von Brunswiek, Israhel von Brunßwig oder Israhel de Allemannia genannt, war ein jüdischer Geschäftsmann, Geld- und Pfandhändler. Er zählt zu den bedeutendsten Braunschweiger Unternehmerpersönlichkeiten des 15. Jahrhunderts.

## Leben und Werk
Der in Halle geborene jüdische Kaufmann Israhel verließ Anfang der 1450er Jahre zusammen mit seiner Frau Sara und seinem Sohn Elkana seine Heimatstadt. Dort hatte im Oktober 1452 der italienische Bußprediger Capistrano (1386–1456) gepredigt, der die Bevölkerung der Stadt zu Umkehr und Buße aufrief. Er prangerte die Todsünde der Habgier an, die sich insbesondere in Geldgeschäften, einer der wichtigen Erwerbsquellen der Juden, zeige. Daraufhin vertrieb der Rat die Juden aus der Stadt.

### Von Halle nach Braunschweig
Nachweisbar ist Israhel 1457 in Braunschweig, wo er unter dem Schutz der Stadt stand. Neben Geld- und Pfandgeschäften betrieb er auch den Handel mit Kupfer. Er unterhielt bis ungefähr 1463 Geschäftsbeziehungen bis nach Magdeburg, Halle, Mansfeld und Zerbst, später lag der Schwerpunkt im Raum Braunschweig und Goslar.

### Rechtsstreitigkeiten
Zu Israhels Schuldnern gehörten der Erzbischof von Magdeburg, die Herzöge von Braunschweig-Lüneburg und weitere Adlige sowie mehrere Städte und deren Bürger. Bei verschiedenen Rechtsstreitigkeiten stand die Stadt Braunschweig auf seiner Seite und unterstützte ihn in zwei großen Prozessen in den Jahren 1461 bis 1463 gegen den Grafen von Mansfeld und dessen Bürgen, die Städte Eisleben, Hettstedt und Querfurt. Ein innerstädtischer Prozess vor dem Gemeinen Rat zwischen Israhel und einem Schuldner, dem Braunschweiger Patrizier Hinrik Swalenberch, ist überliefert. Als Beweisurkunde diente Swalenberchs erhaltene Pfandliste vom Juli 1475. Im städtischen Briefbuch sind 38 Briefe aus einem etwa dreißigjährigen Zeitraum überliefert, die den Einsatz des Rates zugunsten Israhels dokumentieren. Im letzten Lebensjahrzehnt Israhels gehörte auch der Rat zu seinen Schuldnern.

### Jüdische Gemeinde
Die Steuerzahlungen der Braunschweiger Juden an den Stadtrat wurden durch einen Vertrag seit 1462 direkt von Israhel und dem wohlhabenden Juden Sale entrichtet, die damit als einzige Steuerzahler auftraten. Sie erhielten das Recht, den Steueranteil ihrer jüdischen Mitbürger festzulegen und einzufordern. Zwischen 1469 und 1480 kam es zu Streitigkeiten zwischen Israhel und Sale, in die auch Israhels Bruder Isaak, ein Magdeburger Rabbi, verwickelt war.